# جیرجیرک پشت‌سپری سانتامونیکا
جیرجیرک پشت‌سپری سانتامونیکا (نام علمی: Aglaothorax longipennis) نام یک گونه از زیرخانواده جیرجیرک‌های پشت‌سپری است.